# 加布里村
加布里村（かふりむら）は、福岡県糸島郡にあった村。現在の糸島市の一部。古くは「かぶり」ともいい「冠」とも記した。

## 地理
長野川の下流域に位置し、南は加布里湾（玄界灘）に面していた。

## 歴史

### 沿革
- 1889年（明治22年）4月1日 - 町村制の施行により、怡土郡東村、神在村、千早新田村、岩本村、加布里村が合併して村制施行し、加布里村が発足[1][2]。
- 1896年（明治29年）4月1日 - 郡の統合により糸島郡に所属[1][3]。
- 1931年（昭和6年）4月1日 - 糸島郡前原町、波多江村と合併し前原町が存続して廃止された[1][2]。

### 地名の由来
次の二説あり。
1. 吉備真備が来た時に冠を石上に置いたことによる。
2. 石が冠に似ていたため。

## 交通

### 鉄道
- 1910年（明治43年）- 北筑軌道 神在停車場開設。1928年廃止[1]。
- 1924年（大正13年）- 北九州鉄道 福吉 – 前原間開通[1]。加布里駅開設。